# 2014 ve sportu
Toto je přehled sportovních událostí konaných v roce 2014.

## Olympijské hry
V Soči se mezi 6. až 23. únorem konaly Zimní olympijské hry 2014. Na ně pak navázaly Zimní paralympijské hry 2014.

## Atletika
- Adidas Grand Prix 2014
- Athletissima 2014
- Bislett Games 2014
- British Grand Prix 2014
- Diamantová liga 2014
- DN Galan 2014
- Glasgow Grand Prix 2014
- Golden Gala 2014
- Halové mistrovství světa v atletice 2014
- Herculis 2014
- Meeting Areva 2014
- Memorial Van Damme 2014
- Mistrovství České republiky v atletice 2014
- Mistrovství Evropy v atletice 2014
- Prefontaine Classic 2014
- Qatar Athletic Super Grand Prix 2014
- Shanghai Golden Grand Prix 2014
- Weltklasse Zürich 2014

## Basketbal
- Mistrovství světa v basketbalu mužů 2014
- Mistrovství světa v basketbalu žen 2014
- Mattoni NBL 2013/2014

## Biatlon
- Světový pohár v biatlonu 2013/2014
- Světový pohár v biatlonu 2014/2015

## Cyklistika

### Silniční cyklistika
- Mistrovství světa v silniční cyklistice 2014

#### Grand Tour
- Giro d'Italia 2014
- Tour de France 2014
- Vuelta a España 2014

### Cyklokros
- Mistrovství světa v cyklokrosu 2014
- Mistrovství České republiky v cyklokrosu 2014

## Florbal
- Mistrovství světa ve florbale mužů 2014 –  Švédsko
- Mistrovství světa ve florbale žen do 19 let 2014 –  Švédsko
- Pohár mistrů 2014 – Muži:  IBF Falun, Ženy:  Djurgårdens IF IBF
- AutoCont extraliga 2013/2014 – 1. SC WOOW Vítkovice
- Česká florbalová extraliga žen 2013/2014 – 1. SC WOOW Vítkovice

## Fotbal

### Svět
- Mistrovství světa ve fotbale 2014
- Mistrovství světa ve fotbale klubů 2014
- Superpohár UEFA 2014

#### Evropské poháry
- Evropská liga UEFA 2013/2014
- Liga mistrů UEFA 2013/2014
- Liga mistrů UEFA 2014/2015
- Superpohár UEFA 2014
- Finále Coupe de la Ligue 2013/2014
- Finále nizozemského fotbalového poháru 2013/2014
- Slovenský fotbalový pohár 2013/2014
- Slovenský Superpohár 2014
- Supercoppa italiana 2014
- Superpohár UEFA 2014
- Trophée des champions 2014

#### Národní ligy
- Bardsragujn chumb 2013/2014
- Bardsragujn chumb 2014/2015
- DFL-Supercup 2014
- Indian Super League 2014
- Ligue 1 2013/2014
- Premier League 2013/2014
- Primera División 2013/2014

### Česko
- Gambrinus liga 2013/2014
- Fotbalová národní liga 2013/2014
- Corgoň liga 2013/2014
- Pohár České pošty 2013/2014
- Český Superpohár 2014

## Házená
- Mistrovství Evropy v házené mužů 2014
- Mistrovství Evropy v házené žen 2014

## Hokejbal
- Extraliga hokejbalu 2013/2014

## Inline hokej
- Mistrovství světa v inline hokeji 2014
- CCM extraliga inline hokeje 2014
- Mistrovství světa v inline hokeji veteránů 2014

## Judo
- Mistrovství Evropy v judu 2014
- Mistrovství Evropy týmů v judu 2014
- Mistrovství světa týmů v judu 2014
- Mistrovství světa v judu 2014

## Krasobruslení
- Mistrovství Evropy v krasobruslení 2014
- Mistrovství světa v krasobruslení 2014

## Lední hokej

### Svět
- Mistrovství světa v ledním hokeji 2014
- Mistrovství světa juniorů v ledním hokeji 2014
- Mistrovství světa v ledním hokeji žen do 18 let 2014

### Evropa
- Euro Hockey Challenge 2014
- Euro Hockey Tour 2013/2014
- Hokejová Liga mistrů 2014/2015

#### Národní ligy
- Kontinentální hokejová liga 2013/2014
- National League A 2013/2014
- NHL 2013/2014
- Slovenská extraliga ledního hokeje 2013/2014
- Liiga 2013/2014

### Česko
- Česká hokejová extraliga 2013/2014
- Česká hokejová extraliga 2014/2015
- 1. česká hokejová liga 2013/2014
- 1. česká hokejová liga 2014/2015
- 2. česká hokejová liga 2013/2014
- Krajské hokejové přebory 2013/2014
- Krajské hokejové přebory 2014/2015

## Ledolezení
- Světový pohár v ledolezení 2014
- Mistrovství světa juniorů v ledolezení 2014
- Mistrovství Evropy v ledolezení 2014

## Lyžování

### Alpské lyžování
- Světový pohár v alpském lyžování 2013/2014

### Klasické lyžování
- Světový pohár v běhu na lyžích 2013/2014
- Světový pohár ve skocích na lyžích 2014/2015
- Tour de Ski 2013/2014

## Motorsport
- Formule 1 v roce 2014
- Formule E 2014/2015
- Mistrovství světa cestovních vozů 2014
- Mistrovství světa superbiků 2014
- Rallye Deutschland 2014

## Plavání
- Mistrovství světa v plavání v krátkém bazénu 2014

## Rychlobruslení
- Světový pohár v rychlobruslení 2014/2015
- Mistrovství Evropy v rychlobruslení 2014
- Mistrovství světa v rychlobruslení juniorů 2014
- Mistrovství světa v rychlobruslení ve sprintu 2014
- Mistrovství světa v rychlobruslení ve víceboji 2014

## Sportovní lezení

### Svět
- Mistrovství světa ve sportovním lezení 2014
- Světový pohár ve sportovním lezení 2014
- Arco Rock Master 2014
- Melloblocco 2014

### Evropa
- Mistrovství Evropy juniorů ve sportovním lezení 2014
- Evropský pohár juniorů ve sportovním lezení 2014

### Česko
- Mistrovství České republiky v soutěžním lezení 2014
- Mistrovství České republiky mládeže v soutěžním lezení 2014
- Český pohár v soutěžním lezení 2014
- Český pohár mládeže v soutěžním lezení 2014
- Tendon U14
- BEAL Petrohradské padání 2014
- Mejcup 2014
- Překližka cup
- Moravský pohár mládeže

## Tenis

### Grand Slam
- Australian Open 2014
- French Open 2014
- Wimbledon 2014
- US Open 2014

### Týmové soutěže
- Davis Cup 2014
- Fed Cup 2014
- Hopman Cup 2014

### Profesionální okruhy
- ATP World Tour 2014
- WTA Tour 2014
- WTA 125K 2014

## Volejbal
- Mistrovství světa ve volejbale mužů 2014
- Mistrovství světa ve volejbale žen 2014

## Zápas
- Mistrovství Evropy v zápasu řecko-římském 2014
- Mistrovství Evropy v zápasu ve volném stylu 2014

## Čeští mistři světa pro rok 2014
- Adam Ondra (sportovní lezení: obtížnost, bouldering)